# Ялишівська сільська рада
Ялишівська сільська рада (до 1960 року — Жаборицько-Гутянська сільська рада, у 1960—71 роках — Лісівська сільська рада) — колишня адміністративно-територіальна одиниця та орган місцевого самоврядування у Баранівському і Дзержинському районах Волинської округи, Київської й Житомирської областей Української РСР та України з адміністративним центром у с. Ялишів (до 1971 року — у с. Лісове).

## Населені пункти
Сільській раді були підпорядковані населені пункти:
- с. Ялишів
- с. Лісове
- с. Явне

## Населення
Кількість населення ради станом на 1923 рік становила 1 109 осіб, кількість дворів — 232.
Відповідно до результатів перепису населення СРСР, кількість населення ради станом на 12 січня 1989 року становила 689 осіб.
Станом на 5 грудня 2001 року, відповідно до перепису населення України, кількість мешканців сільської ради становила 595 осіб.

## Склад ради
Рада складалася з 14 депутатів та голови.

## Керівний склад сільської ради
| ПІБ                            | Основні відомості                                             | Дата обрання | Дата звільнення |
| ------------------------------ | ------------------------------------------------------------- | ------------ | --------------- |
| Лавренчук Анатолій Миколайович | Сільський голова , 1970 року народження, освіта, безпартійний | 26.03.2006   | 31.10.2010      |
| Лавренчук Анатолій Миколайович | Сільський голова, 1970 року народження, освіта                | 31.10.2010   |                 |

Примітка: таблиця складена за даними джерела

## Історія
Створена 1923 року як Жаборицько-Гутянська сільська рада, в складі сіл Жаборицька Гута та Ялишів Баранівської волості Новоград-Волинського повіту Волинської губернії. 18 лютого 1923 року, відповідно до рішення Волинської ГАТК (протокол № 1 «Про об'єднання населених пунктів у сільради, зміну складу і центрів сільрад»), підпорядковано с. Дубники ліквідованої Урлянської сільської ради Баранівської волості.
Станом на 1 вересня 1946 року сільська рада входила до складу Баранівського району Житомирської області, на обліку в раді перебували села Жаборицька Гута, Ялишів та хутір Дубники.
11 серпня 1954 року, відповідно до указу Президії Верховної ради Української РСР «Про укрупнення сільських рад по Житомирській області», підпорядковано села Ольшанка, Улянівка, Цеберка, Явне та х. Осова ліквідованих Ольшанської, Цеберківської та Явненської сільських рад Баранівського району. 5 серпня 1960 року, відповідно до рішення Житомирського облвиконкому № 824 «Про перейменування деяких сільських рад в районах області», сільську раду перейменовано на Лісівську внаслідок перейменування адміністративного центру на с. Лісове. 29 вересня 1960 року, відповідно до рішення Житомирського облвиконкому № 985 «Про вилучення з обліку населених пунктів в районах області», хутори Дубники та Осова зняті з обліку населених пунктів. 8 квітня 1963 року, відповідно до рішення Житомирського ОВК № 143 «Про зміни в адміністративно-територіальному поділі деяких районів області», села Ольшанка, Улянівка та Цеберка передані до складу Вільшанської сільської ради Дзержинського району. 9 листопада 1966 року, відповідно до рішення Житомирського облвиконкому № 588 «Про зміни в адміністративно-територіальному поділі Дзержинського району», сільську раду ліквідовано, територію та населені пункти ради передано до складу Мар'янівської сільської ради Дзержинського району. Відновлена 3 квітня 1967 року в складі сіл Лісове, Явне та Ялишів Мар'янівської сільської ради Баранівського району. 1 березня 1971 року, відповідно до рішення Житомирського облвиконкому № 91 «Про перенесення центру Лісівської сільради та зміни в адміністративному підпорядкуванні деяких населених пунктів Баранівського району», адміністративний центр ради перенесено до с. Ялишів з перейменуванням ради на Ялишівську.
На 1 січня 1972 року сільська рада входила до складу Баранівського району Житомирської області, на обліку в раді перебували села Лісове, Явне та Ялишів.
Виключена з облікових даних 30 грудня 2016 року. Територію та населені пункти ради передано до складу новоутвореної Баранівської міської територіальної громади Баранівського району Житомирської області.
Входила до складу Баранівського (7.03.1923 р., 3.04.1967 р.) та Дзержинського (30.12.1962 р.) районів.